# ألفرد جوتشلك
ألفرد جوتشلك (بالإنجليزية: Alfred Gottschalk)‏ (و. 1930 – 2009 م) هو حاخام، ومؤلف، وأستاذ جامعي، وكاتب من الولايات المتحدة، وألمانيا، ولد في أوبرفيزل، توفي في سينسيناتي، أوهايو، عن عمر يناهز 79 عاماً، بسبب حادث مرور.

## التعليم
تعلم في جامعة كاليفورنيا الجنوبية، وكلية بروكلين، وHebrew Union College – Jewish Institute of Religion – New York ‏.